# Blast (film)
Blast (titlu original: Blast) este un film american de acțiune din 1997 regizat de Albert Pyun. Rolurile principale au fost interpretate de actorii Linden Ashby, Andrew Divoff și Kimberly Warren. Scenariul a fost realizat de Hannah Blue.

## Prezentare
Jack Bryant este un fost campion la Taekwondo care a avut probleme cu alcoolul și drogurile în trecut, ceea ce a făcut să rateze o carieră sportivă promițătoare. Acum, Jack, divorțat, lucrează ca îngrijitor în Satul Olimpic din Atlanta, unde vor avea loc Jocurile Olimpice. În cadrul ceremoniei de prezentare a jocurilor, un grup nemilos de teroriști, condus de Omodo, intră în piscina olimpica și ia ostatică echipa de înot feminin a Statelor Unite, inclusiv pe fosta soție a lui Jack. Cererile lor sunt necunoscute, dar sunt gata să omoare pe oricine încearcă să le zădărnicească planul. Numai Jack, grație marilor sale abilități în arte marțiale, cu ajutorul colonelului Leo, șeful unității anti-terorism, îi poate opri.

## Distribuție
- Linden Ashby: Jack Bryant
- Andrew Divoff: Omodo
- Kimberly Warren: Diane Colton
- Rutger Hauer: Leo
- Norbert Weisser: liderul unei echipe de comando
- Tim Thomerson: sergent de poliție
- Yuji Okumoto: agentul FBI
- Vincent Klyn: un gardian
- Sonya Eddy: Bena
- Jill Pierce: Moise
- Barbara Roberts: primarul
- Robert Lennon: Karl